# Contea di Sha
La contea di Sha (沙县S, Shā XiànP) è una contea della Cina, situata nella provincia del Fujian.